# Caloptilia alnivorella
The Alder Leafminer (Caloptilia alnivorella) là một loài bướm đêm thuộc họ Gracillariidae. Nó được tìm thấy ở và vùng Viễn Đông Nga, Canada (Québec, Nova Scotia, Ontario và the Northwest Territories) và Hoa Kỳ (bao gồm Vermont, Utah, Maine, California, Colorado và Michigan).
Sải cánh dài khoảng 14 mm. Adults overwinter in the fall và come out in the spring to mate.
Ấu trùng ăn Acer negundo, Alnus species (bao gồm Alnus crispa var. mollis, Alnus glutinosa, Alnus incana, Alnus japonica, Alnus mollis, Alnus rubra, Alnus tenuifolia và Alnus viridis), Betula papyrifera và Quercus garryana. Chúng ăn lá nơi chúng làm tổ.